# Cengkrong
Cengkrong is een bestuurslaag in het regentschap Pasuruan van de provincie Oost-Java, Indonesië. Cengkrong telt 1408 inwoners (volkstelling 2010).